# Переписна область №23 (Манітоба)
Переписна область №23 (англ. Division No. 23) — переписна область в Канаді, у провінції Манітоба.

## Населення
За даними перепису 2016 року, переписна область нараховувала 8971 жителя, показавши зростання на 4,4%, порівняно з 2011-м роком. Середня густина населення становила 0 осіб/км².
З офіційних мов обидвома одночасно володіли 130 жителів, тільки англійською — 8 755, тільки французькою — 5, а 60 — жодною з них. Усього 2,760 осіб вважали рідною мовою не одну з офіційних, з них 2 605 — одну з корінних мов, а 20 — українську.
Працездатне населення становило 53% усього населення, рівень безробіття — 18,9% (24% серед чоловіків та 12,6% серед жінок). 90,7% були найманими працівниками, 2,2% — самозайнятими.
Середній дохід на особу становив $33 401 (медіана $19 182), при цьому для чоловіків — $37 255, а для жінок $29 481 (медіани — $18 357 та $19 878 відповідно).
19,4% мешканців мали закінчену шкільну освіту, не мали закінченої шкільної освіти — 54,3%, 26,3% мали післяшкільну освіту, з яких 25,4% мали диплом бакалавра, або вищий.
| Статево-вікова структура населення | Статево-вікова структура населення | Статево-вікова структура населення | Статево-вікова структура населення | Статево-вікова структура населення |
| ---------------------------------- | ---------------------------------- | ---------------------------------- | ---------------------------------- | ---------------------------------- |
|                                    |                                    |                                    |                                    |                                    |
| Всього                             | Всього                             | 50,7%49,3%                         |                                    |                                    |
| 0 — 14 років                       | 0 — 14 років                       |                                    | 32,8%                              | 32,8%                              |
| 15 — 64 років                      | 15 — 64 років                      |                                    | 61,8%                              | 61,8%                              |
| 65 і більше                        | 65 і більше                        |                                    | 5,4%                               | 5,4%                               |
| 85 і більше                        | 85 і більше                        |                                    | 0,3%                               | 0,3%                               |
| Середній вік (років)               | Середній вік (років)               | 29,028,5                           | 28,7                               | 28,7                               |
| Медіана (років)                    | Медіана (років)                    | 25,524,8                           | 25,2                               | 25,2                               |
| — чоловіки — жінки                 |                                    |                                    |                                    |                                    |

| Походження мешканців:     | Походження мешканців:     | Походження мешканців: | Походження мешканців: | Походження мешканців: |
| ------------------------- | ------------------------- | --------------------- | --------------------- | --------------------- |
| Походження                |                           |                       | осіб                  | %                     |
| Корінні американці        | Корінні американці        |                       | 7 395                 | 82.81%                |
| Інше північноамериканське | Інше північноамериканське |                       | 770                   | 8.62%                 |
| Європейське               | Європейське               |                       | 2 335                 | 26.15%                |
| британське                | британське                |                       | 1 425                 | 15.96%                |
| французьке                | французьке                |                       | 645                   | 7.22%                 |
| українське                | українське                |                       | 250                   | 2.8%                  |
| Карибське                 | Карибське                 |                       | 35                    | 0.39%                 |
| Латинськоамериканське     | Латинськоамериканське     |                       | 30                    | 0.34%                 |
| Африканське               | Африканське               |                       | 15                    | 0.17%                 |
| Азійське                  | Азійське                  |                       | 105                   | 1.18%                 |
| Океанійське               | Океанійське               |                       | 10                    | 0.11%                 |

| Зайнятість населення за галузями (за класифікацією NOC): | Зайнятість населення за галузями (за класифікацією NOC): | Зайнятість населення за галузями (за класифікацією NOC): | Зайнятість населення за галузями (за класифікацією NOC): | Зайнятість населення за галузями (за класифікацією NOC): |
| -------------------------------------------------------- | -------------------------------------------------------- | -------------------------------------------------------- | -------------------------------------------------------- | -------------------------------------------------------- |
|                                                          |                                                          |                                                          |                                                          |                                                          |
| Управління                                               | Управління                                               |                                                          | 7,6%                                                     | 7,6%                                                     |
| Бізнес, фінанси та адміністрування                       | Бізнес, фінанси та адміністрування                       |                                                          | 12%                                                      | 12%                                                      |
| Природничі та прикладні науки                            | Природничі та прикладні науки                            |                                                          | 3,1%                                                     | 3,1%                                                     |
| Охорона здоров'я                                         | Охорона здоров'я                                         |                                                          | 3,9%                                                     | 3,9%                                                     |
| Освіта, правозахист, муніципальні та урядові служби      | Освіта, правозахист, муніципальні та урядові служби      |                                                          | 21%                                                      | 21%                                                      |
| Мистецтво, культура, відпочинок та спорт                 | Мистецтво, культура, відпочинок та спорт                 |                                                          | 0,7%                                                     | 0,7%                                                     |
| Роздрібна торгівля та послуги                            | Роздрібна торгівля та послуги                            |                                                          | 22,9%                                                    | 22,9%                                                    |
| Гуртова торгівля, транспорт та обладнання                | Гуртова торгівля, транспорт та обладнання                |                                                          | 22,4%                                                    | 22,4%                                                    |
| Природні ресурси, сільське господарство                  | Природні ресурси, сільське господарство                  |                                                          | 3,4%                                                     | 3,4%                                                     |
| Виробництво                                              | Виробництво                                              |                                                          | 3,2%                                                     | 3,2%                                                     |

## Населені пункти
До переписної області входять містечка Ліф-Репідс, Лінн-Лейк, Джиллем, Черчилл, індіанські резервації Фокс-Лейк 2, Черчилл 1, Пукатаваґан 198, Броушей 197, Лак-Броушей 197A, Шаматтава 1, Блек-Стерджон, індіанські поселення Саут-Індіан-Лейк, Ґренвілль-Лейк, а також хутори, інші малі населені пункти та розосереджені поселення.

## Клімат
Середня річна температура становить -6,9°C, середня максимальна – 15,9°C, а середня мінімальна – -32,6°C. Середня річна кількість опадів – 417 мм.
| Клімат поселення                              | Клімат поселення | Клімат поселення | Клімат поселення | Клімат поселення | Клімат поселення | Клімат поселення | Клімат поселення | Клімат поселення | Клімат поселення | Клімат поселення | Клімат поселення | Клімат поселення | Клімат поселення |
| Показник                                      | Січ.             | Лют.             | Бер.             | Квіт.            | Трав.            | Черв.            | Лип.             | Серп.            | Вер.             | Жовт.            | Лист.            | Груд.            |                  |
| Середній максимум, °C                         | −22              | −20,05           | −14,36           | −4,53            | 4,51             | 12,98            | 15,90            | 15,46            | 9,96             | 1,90             | −9,33            | −19,65           |                  |
| Середня температура, °C                       | −27,27           | −25,33           | −19,63           | −9,78            | −0,76            | 7,69             | 12,21            | 11,73            | 6,24             | −1,8             | −13,03           | −23,34           |                  |
| Середній мінімум, °C                          | −32,55           | −30,59           | −24,9            | −15,05           | −6,02            | 2,42             | 8,51             | 8,06             | 2,56             | −5,51            | −16,74           | −27,04           |                  |
| Норма опадів, мм                              | 16               | 15               | 15               | 18               | 30               | 42               | 54               | 68               | 61               | 46               | 32               | 20               |                  |
| Середньомісячна швидкість вітру, м/с          | 6.13             | 6.00             | 5.76             | 5.82             | 5.64             | 5.17             | 4.84             | 4.97             | 5.88             | 6.32             | 6.08             | 5.88             |                  |
| Середньомісячна сонячна радіація, кДж/м²·день | 2165             | 5633             | 11845            | 18129            | 20528            | 21624            | 20170            | 15296            | 8805             | 4411             | 2282             | 1361             |                  |
| --------------------------------------------- | ---------------- | ---------------- | ---------------- | ---------------- | ---------------- | ---------------- | ---------------- | ---------------- | ---------------- | ---------------- | ---------------- | ---------------- | ---------------- |
| Джерело:                                      |                  |                  |                  |                  |                  |                  |                  |                  |                  |                  |                  |                  |                  |